# Brocēni (novads)
Brocēni (łot.: Brocēnu novads) – jeden z łotewskich novadsów, funkcjonujący w latach 2009–2021.

## Historia
Novads powstało na terenach należących przed 2009 do rejonu Saldus.
W skład novadsu wchodziło miasto Brocēni oraz cztery pagastsy: Blīdene, Ciecere, Gaiķi i Remte. Jego stolicą zostało miasto Brocēni.
Zlikwidowany w ramach reformy administracyjnej 30 czerwca 2021. Wszedł w całości w skład nowego novadsu Saldus.